# Volos
|  | Aquest article tracta sobre la ciutat de Volos. Vegeu-ne altres significats a «Volos (mitologia)». |

Volos (grec: Βόλος) és una ciutat situada al centre del territori continental de Grècia, a uns 326 km al nord d'Atenes i 215 km al sud de Tessalònica. És la capital de la unitat perifèrica de Magnèsia.

## Generalitats
Construïda en el punt més profund del Golf Pagasètic i al peu de la muntanya Pelió (la terra dels centaures), aquesta és l'única sortida cap al mar des de Tessàlia, la major regió agrícola del país. Volos és un dels majors ports comercials de Grècia, però també té molt tràfic perquè està connectada amb transbordadors amb les illes properes d'Escíatos, Skópelos i Alónnissos. La ciutat també compta amb una zona industrial als afores.
En 2011, el municipi de Volos tenia 144 449 habitants i la població de la ciutat era de 86.046. L'economia de la ciutat es basa en la indústria (fàbriques), el comerç, els serveis i el turisme.

## Història
A l'oest de Volos estan els assentaments neolítics de Dímini amb una acròpoli en ruïnes, una muralla i dues tombes en rusc datades entre 4000-1200 aC i Sesklo amb les restes de l'acròpoli més antiga de Grècia (6000 aC)
La Volos moderna està construïda en l'àrea de les antigues ciutats de Iolkos, Demètries i Pagases. Iolkos va ser la pàtria del mític heroi Jàson, que va navegar, acompanyat pels argonautes, a bord de la nau Argo a la recerca del velló d'or a Còlquida.
Probablement Iolkos se situava a Kastro Palea, a la part occidental de Volos, on s'han trobat restes d'edificis de l'hel·làdic tardà IIIA i IIIB amb característiques semblants als palaus micènics, on s'han trobat algunes inscripcions en lineal B. Encara que va poder patir una destrucció en el període hel·làdic recent IIIC, el lloc va continuar sent habitat durant més temps. Amb posterioritat, les restes trobades indiquen que Kastro Palea va continuar sent habitada entre el període geomètric i l'època romana.
Pel que fa a Demetries, va ser fundada per Demetri Pollorcetes, rei de Macedònia.
D'acord amb un historiador romà d'Orient del segle xiv Volos s'anomenava "Golos". La teoria més àmpliament acceptada de l'origen del nom és que Volos és una corrupció de Ιωλκός (Iolkos), que es va distorsionar amb el pas dels anys en "Golkos", després "Golos" i posteriorment "Volos". Uns altres diuen que es va originar a partir de Folos, que d'acord amb la mitologia era el terratinent de la regió.
Volos és una ciutat relativament nova, que va començar a créixer a mitjans del segle xix en el lloc en què hi havia un insignificant llogaret turc. Després de la seva annexió a Grècia per part de l'Imperi Otomà el 1881, tenia una població de només 4900 persones, però va créixer molt ràpidament en les següents quatre dècades. Comerciants, homes de negoci, artesans i mariners van anar a viure a Volos. En els anys 20 va haver-hi una gran afluència de refugiats a Volos, especialment des de Jònia, però també des de Pont, Capadòcia i l'est de Tràcia. El 1920 el cens de Volos era de 30.046 habitants i el 1928 la seva població va créixer fins a 47.892 habitants. Amb més detall, Volos tenia un població total de 41.706 habitants i els refugiats de la Guerra Greco-Turca (1919-1922) eren 6.779 refugiats, el 16,25% de la població. En el districte de Nea Ionia, la població total era de 6.186 i els refugiats van arribar a 5.166 (83,51%). Així el nombre total de refugiats en el municipi de Pagases (Volos i Nea Ionia) era de 11.945 i el percentatge de refugiats era del 24,94%.

## Ciutat actual
El desenvolupament de la ciutat estava íntimament relacionat amb l'establiment dels polígons industrials, la renovació del port i l'increment del turisme a causa de la seva posició geogràfica prop de la muntanya Pelió (que fou habitada per Quiró, el centaure) i les paradisíaques platges de Magnèsia (prefectura), especialment les localitzades a les Illes Espòrades. La ciutat havia estat enllaçada amb diversos moviments socials en el passat, com l'ensenyament primerenc de dimotikí per A. Delmouzos a principis del segle XX (quan Katharevousa va fer la versió sancionada oficialment).
Volos té col·legis, liceus, gimnasos, esglésies, bancs, oficina de correus, una platja i places (plateia) com la plaça Riga Fereou. La ciutat és molt coneguda per la seva varietat de "mezedes", un tipus de menjar similar a les tapes però sempre fetes de peix o marisc, que se serveixen al costat d'una beguda alcohòlica clara que els grecs anomenen tsípuro.

## Clima
| Paràmetres climàtics mitjans de Volos                                                                          | Paràmetres climàtics mitjans de Volos | Paràmetres climàtics mitjans de Volos | Paràmetres climàtics mitjans de Volos | Paràmetres climàtics mitjans de Volos | Paràmetres climàtics mitjans de Volos | Paràmetres climàtics mitjans de Volos | Paràmetres climàtics mitjans de Volos | Paràmetres climàtics mitjans de Volos | Paràmetres climàtics mitjans de Volos | Paràmetres climàtics mitjans de Volos | Paràmetres climàtics mitjans de Volos | Paràmetres climàtics mitjans de Volos | Paràmetres climàtics mitjans de Volos |
| Mes | Gen.                                  | Feb.                                  | Mar.                                  | Abr.                                  | Mai.                                  | Jun.                                  | Jul.                                  | Ago.                                  | Set.                                  | Oct.                                  | Nov.                                  | Des.                                  | Anual                                 |
| --- | ------------------------------------- | ------------------------------------- | ------------------------------------- | ------------------------------------- | ------------------------------------- | ------------------------------------- | ------------------------------------- | ------------------------------------- | ------------------------------------- | ------------------------------------- | ------------------------------------- | ------------------------------------- | ------------------------------------- |
| Temperatura màxima registrada °C (°F)                                                                          | 22 (71,6)                             | 25 (77)                               | 27 (80,6)                             | 35 (95)                               | 37 (98,6)                             | 40 (104)                              | 42 (107,6)                            | 42 (107,6)                            | 40 (104)                              | 32 (89,6)                             | 30 (86)                               | 25 (77)                               | 42 (107,6)                            |
| Temperatura mínima registrada °C (°F)                                                                          | −7 (19,4)                             | −7 (19,4)                             | −2 (28,4)                             | 1 (33,8)                              | 5 (41)                                | 10 (50)                               | 15 (59)                               | 13 (55,4)                             | 7 (44,6)                              | 6 (42,8)                              | 1 (33,8)                              | −3 (26,6)                             | −7 (19,4)                             |
| Temperatura diària màxima °C (°F)                                                                              | 12 (53,6)                             | 13 (55,4)                             | 16 (60,8)                             | 20 (68)                               | 24 (75,2)                             | 28 (82,4)                             | 31 (87,8)                             | 31 (87,8)                             | 27 (80,6)                             | 23 (73,4)                             | 17 (62,6)                             | 13 (55,4)                             | 21 (69,8)                             |
| Temperatura diària mínima °C (°F)                                                                              | 3 (37,4)                              | 5 (41)                                | 7 (44,6)                              | 10 (50)                               | 14 (57,2)                             | 18 (64,4)                             | 21 (69,8)                             | 20 (68)                               | 17 (62,6)                             | 13 (55,4)                             | 9 (48,2)                              | 6 (42,8)                              | 12 (53,6)                             |
| Precipitació total mm (polzades)                                                                               | 50 (2)                                | 50 (2)                                | 40 (1,6)                              | 30 (1,2)                              | 40 (1,6)                              | 30 (1,2)                              | 10 (0,4)                              | 10 (0,4)                              | 20 (0,8)                              | 60 (2,4)                              | 70 (2,8)                              | 60 (2,4)                              | 530 (20,9)                            |
| Font: http://www.weatherbase.com/weather/weatherall.php3?s=16661&refer=&cityname=Volos-Thessalia-Greece&units= |                                       |                                       |                                       |                                       |                                       |                                       |                                       |                                       |                                       |                                       |                                       |                                       |                                       |

## Persones il·lustres

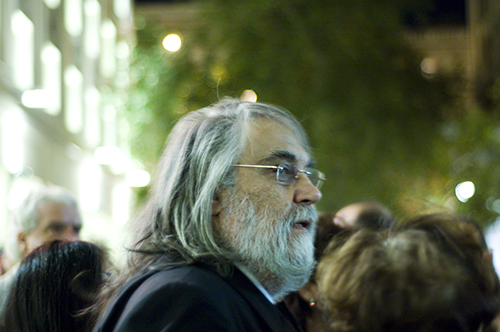
Vangelis.

- Kostas Papaioannou, (1925 - 1981) Filòsof, historiador de l'art grec.
- Jàson, heroi mitològic
- Barallo, heroi mitològic
- Giorgio de Chirico (1888-1978)
- Vangelis, compositor musical, nascut el 1943
- Phaedon Gizikis (1917 - 1999), polític grec
- Paraskevi Tsiamita, Medalla d'or en triple salt en el Campionat Mundial de 1999, Sevilla.
- Polimeros-Skiathitis Medalla de bronze a Atenes 2004, rem.
- Lavrentis Machairitsas músic
- Nikos Boudouris jugador de bàsquet
- Panagiotis Liadelis jugador de bàsquet
- Giorgos Kalaitzis jugador de bàsquet
- Eleftheria Ftouli medalla de bronze en natació sincronitzada en el Campionat Europeu de Natació 2006
- Alexandre Myrat, director d'orquestra.

## Dades històriques de població
| Any  | Població | Canvi        | Població metropolitana |
| ---- | -------- | ------------ | ---------------------- |
| 1981 | 71 378   | -            | -                      |
| 1991 | 77 192   | 5.814/8,14 % | ca. 150.000            |
| 2001 | 82 439   | 5.247/6,79 % | ca. 160.000            |
| 2011 | 86 046   |              |                        |

## Equips esportius
- Olympiakos Volou
- Niki Volou FC
- Volos NFC

## Llocs d'interès

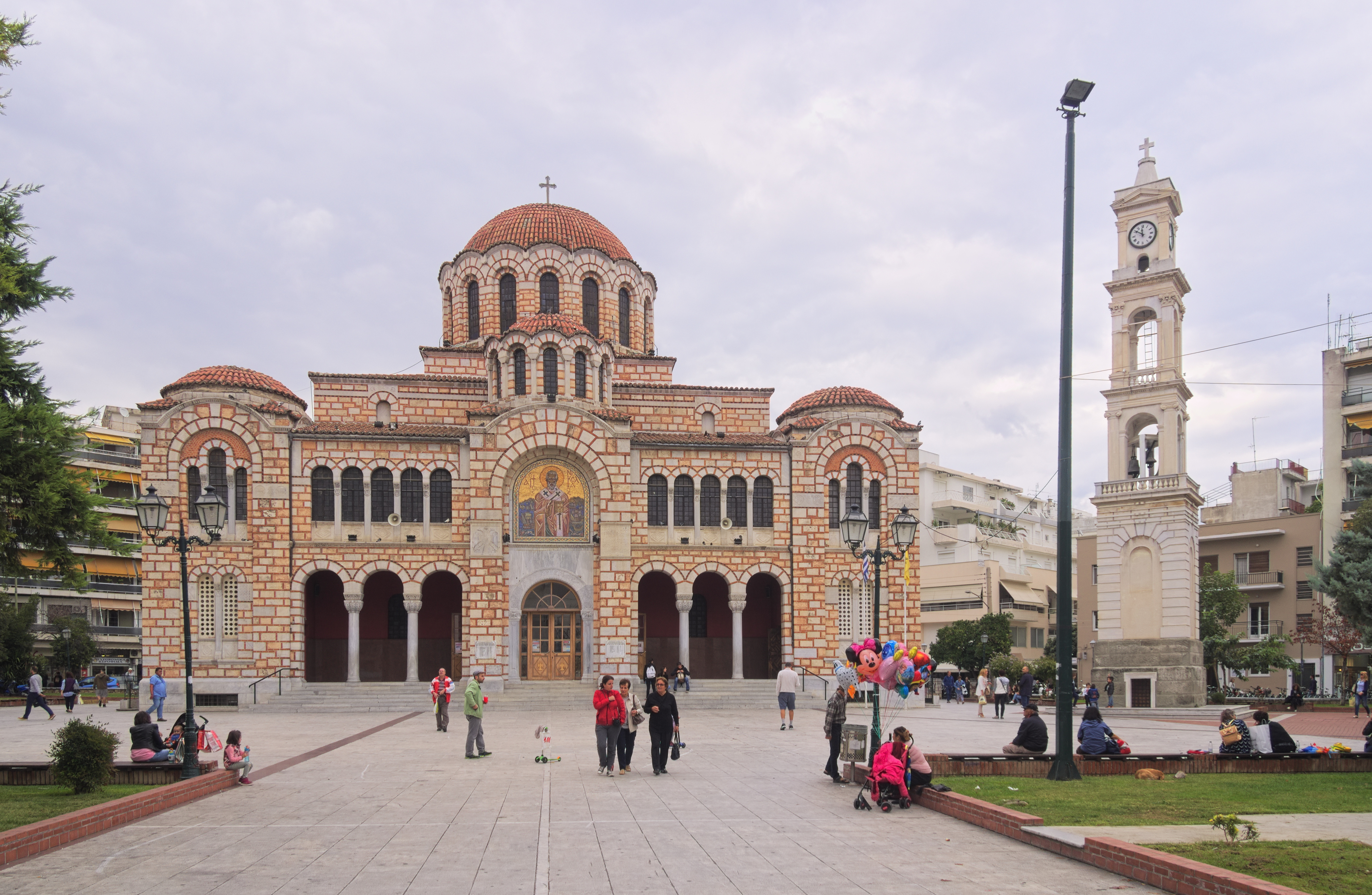
Catedral de sant Nicolau, a Volos.

- Estadi Panthessaliko, lloc de les jocs olímpics d'Atenes el 2004, situat a Nea Ionia
- Pont sobre el canal
- Museu Arqueològic de Volos

## Ferrocarrils
- Volos té la singularitat de ser un punt de trobada de ferrocarrils amb tres amples de via diferents.

## Premsa
- Thessalia (Η Θεσσαλία)
- Neos Typos (Νέος Τύπος)

|  |  |  |
|  |  |  |
|  |  |  |